# 中瓦町
中瓦町（なかかわらまち）は、大阪府堺市堺区にある地名。2024年現在の行政地名は中瓦町一丁から中瓦町二丁。住居表示は実施済。

## 地理
堺区の中央部に位置する。東は三国ヶ丘御幸通、北は北瓦町、西は熊野町東、南は南瓦町に接する。西部に一丁、東部に二丁がある。

## 歴史

### 沿革
- 1931年（昭和6年）、堺市瓦町・戎之町東1 - 6丁の各一部より中瓦町成立。
- 1959年（昭和34年）、北瓦町1 - 3丁・三国ヶ丘御幸通の各一部を編入し、同時に一部を南瓦町に編入[6]。
- 2006年（平成18年）、堺市が政令指定都市に移行し、行政区を設置。中瓦町は堺区の所属となる。

## 世帯数と人口
2024年（令和6年）11月30日現在の世帯数と人口は以下の通りである。
| 丁         | 世帯数 | 人口  |
| ---------- | ------ | ----- |
| 中瓦町一丁 | 86世帯 | 107人 |
| 中瓦町二丁 | 8世帯  | 16人  |
| 計         | 94世帯 | 123人 |

### 人口の変遷
国勢調査による人口の推移。
| 1995年（平成7年）  | 153人 | [ 7 ]  |  |
| 2000年（平成12年） | 125人 | [ 8 ]  |  |
| 2005年（平成17年） | 102人 | [ 9 ]  |  |
| 2010年（平成22年） | 112人 | [ 10 ] |  |
| 2015年（平成27年） | 88人  | [ 11 ] |  |
| 2020年（令和2年）  | 118人 | [ 12 ] |  |

### 世帯数の変遷
国勢調査による世帯数の推移。
| 1995年（平成7年）  | 59世帯 | [ 7 ]  |  |
| 2000年（平成12年） | 53世帯 | [ 8 ]  |  |
| 2005年（平成17年） | 50世帯 | [ 9 ]  |  |
| 2010年（平成22年） | 60世帯 | [ 10 ] |  |
| 2015年（平成27年） | 63世帯 | [ 11 ] |  |
| 2020年（令和2年）  | 65世帯 | [ 12 ] |  |

## 学区
市立小・中学校に通う場合、学区は以下の通りとなる。
| 丁         | 番   | 小学校           | 中学校             |
| ---------- | ---- | ---------------- | ------------------ |
| 中瓦町各丁 | 全域 | 堺市立熊野小学校 | 堺市立殿馬場中学校 |
| 中瓦町各丁 | 全域 | 堺市立熊野小学校 | 堺市立殿馬場中学校 |

## 事業所
2021年（令和3年）現在の経済センサス調査による事業所数と従業員数は以下の通りである。
| 丁         | 事業所数  | 従業員数 |
| ---------- | --------- | -------- |
| 中瓦町一丁 | 85事業所  | 589人    |
| 中瓦町二丁 | 79事業所  | 532人    |
| 計         | 164事業所 | 1,121人  |

## 交通

### バス
- 南海バス[15]
  - 21・23系統：堺東駅前

### 道路
- 大小路筋
- 堺中央線（大阪府道30号大阪和泉泉南線）

## 施設
- 大阪信用金庫堺東支店
- 堺銀座商店街
- 堺東中瓦町商店街

## 郵便
- 郵便番号：590-0077[3]（集配局：堺郵便局[16]）。